# Suchdol (Kunžak)
Suchdol (německy Suchental) je malá vesnice, část obce Kunžak v okrese Jindřichův Hradec v Jihočeském kraji. Nachází se čtyři kilometry východně od Kunžaku. Je zde evidováno 21 adres. V roce 2011 zde trvale žilo dvacet obyvatel.
Suchdol leží v katastrálním území Suchdol u Kunžaku o rozloze 3,32 km².

## Historie
První písemná zmínka o vesnici pochází z roku 1373.

## Přírodní poměry
Vesnicí vede hranice přírodního parku Česká Kanada. Na severozápadním okraji vsi leží přírodní památka Rašeliniště u Suchdola.

## Obyvatelstvo
| Rok            | 1869 | 1880 | 1890 | 1900 | 1910 | 1921 | 1930 | 1950 | 1961 | 1970 | 1980 | 1991 | 2001 | 2011 | 2021 |
| -------------- | ---- | ---- | ---- | ---- | ---- | ---- | ---- | ---- | ---- | ---- | ---- | ---- | ---- | ---- | ---- |
| Počet obyvatel | 141  | 165  | 147  | 144  | 148  | 135  | 127  | 77   | 73   | 70   | 41   | 20   | 12   | 20   | 14   |
| Počet domů     | 23   | 23   | 23   | 25   | 25   | 27   | 26   | 24   | 18   | 18   | 14   | 19   | 20   | 20   | 20   |

## Obecní správa
Při sčítání lidu v letech 1850–1963 Suchdol byl osadou obce Leština v okrese Jindřichův Hradec. Od roku 1964 je částí obce Kunžak v okrese Jindřichův Hradec.

## Galerie

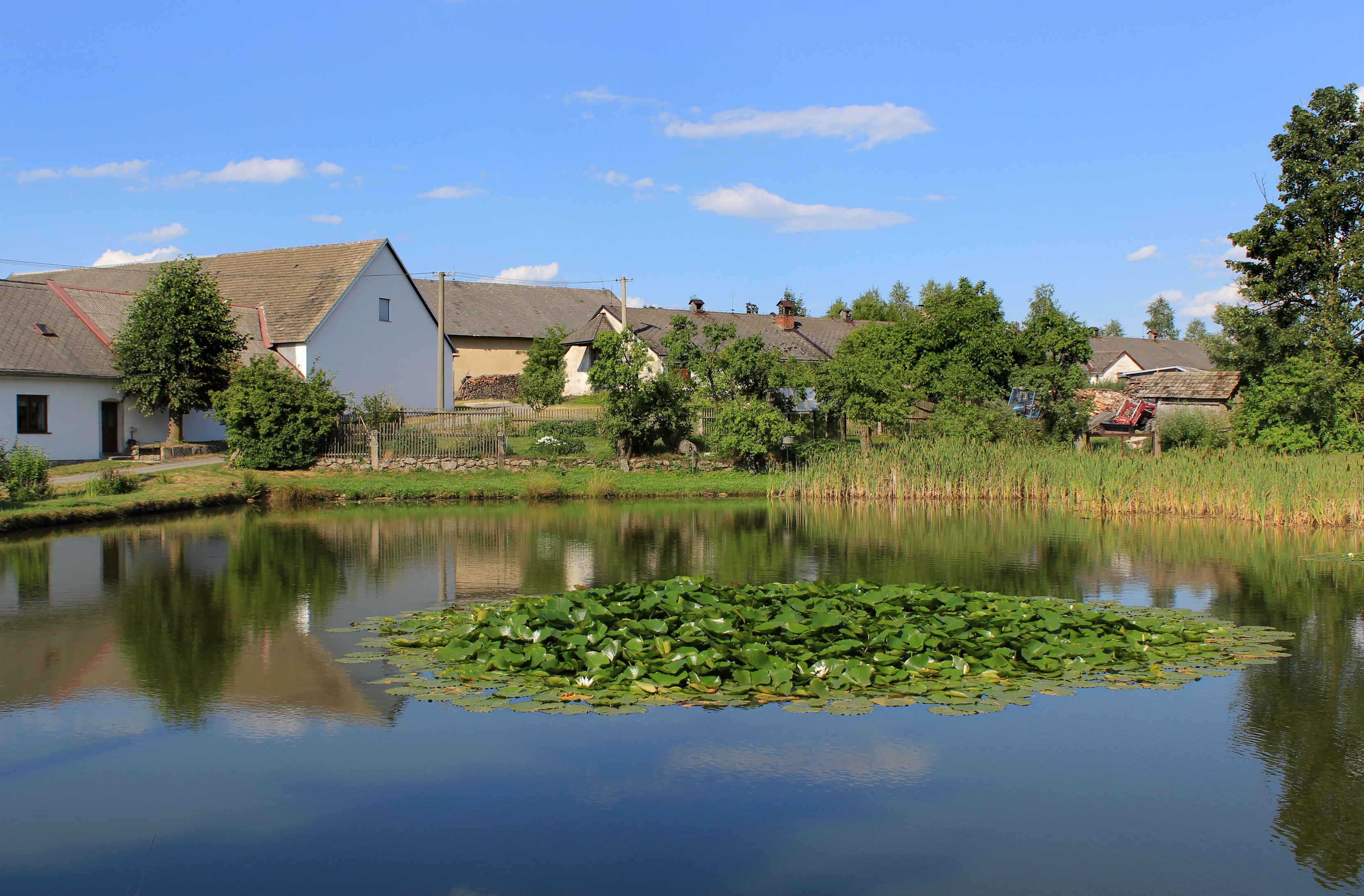
Rybník s lekníny
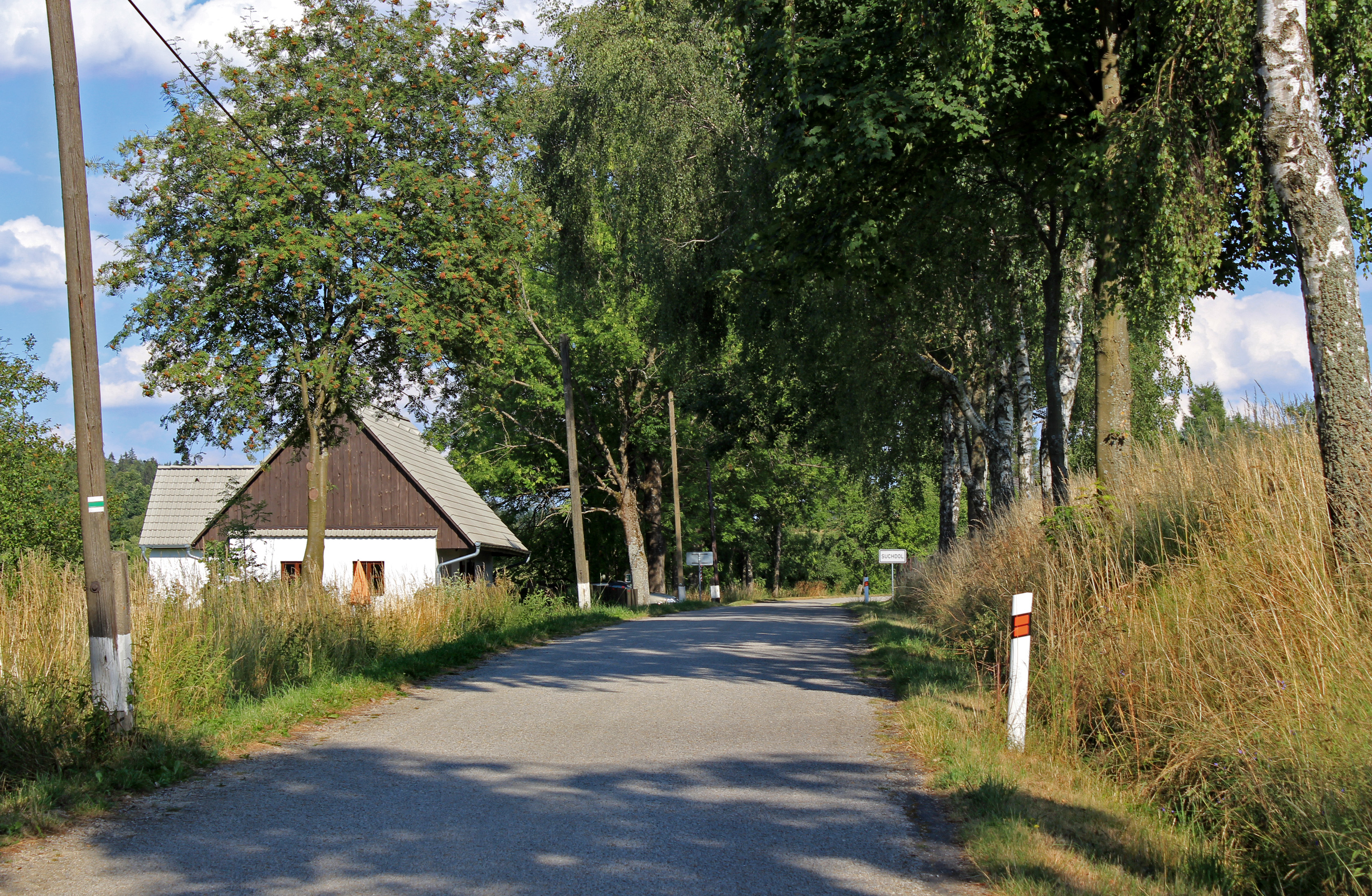
Příjezd k vesnici od Kunžaku
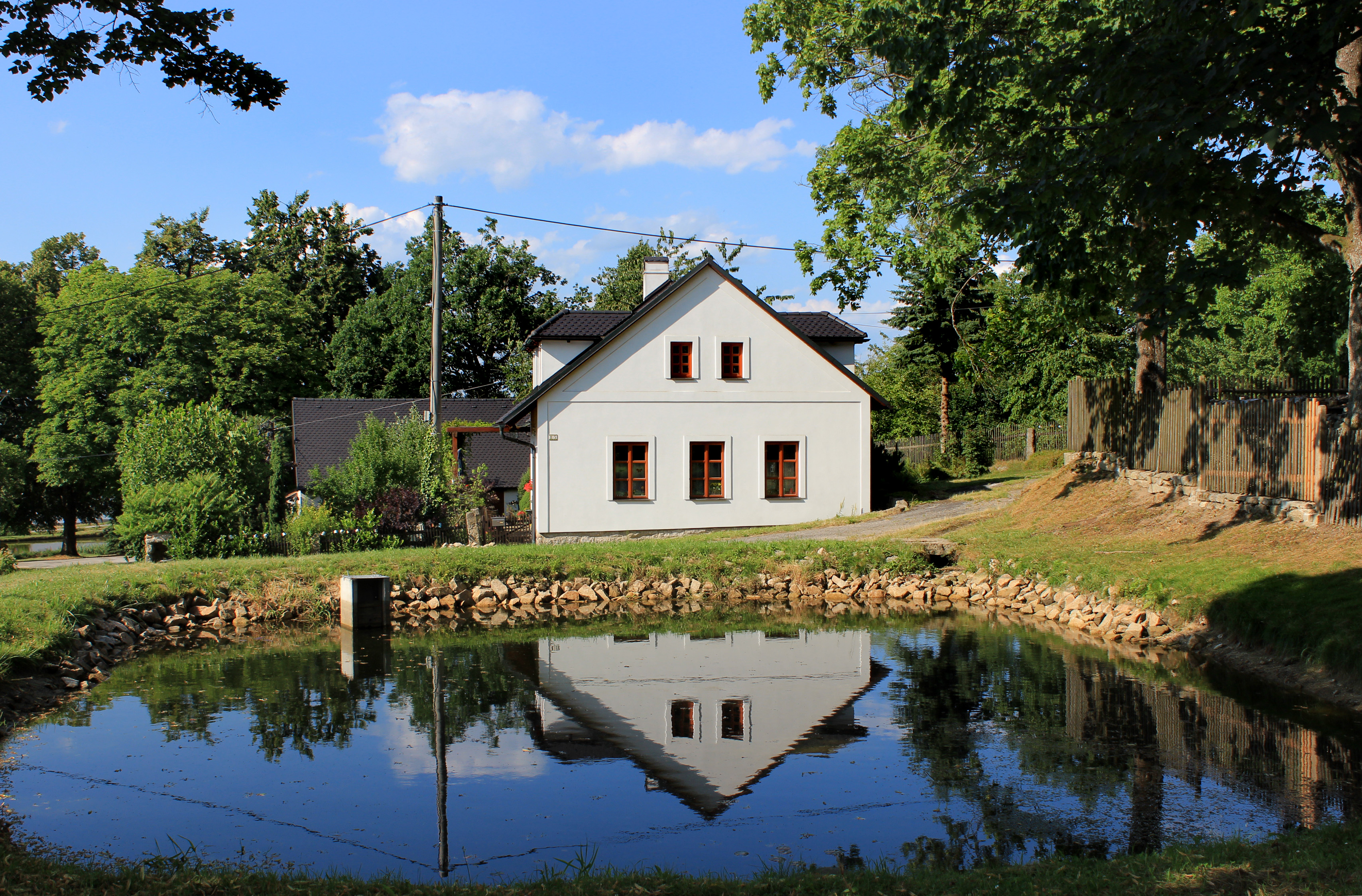
Dům čp. 15 u horního rybníčku